# Streets of Rage
Streets of Rage är en serie beat 'em up-spel. De tre första spelen utgavs av Sega, medan det fjärde spelet utgavs av DotEmu. Totalt släpptes fyra delar. Den första byggde på Golden Axes spelmotor och var ett direkt svar till arkadkonverteringen av Final Fight till SNES. Del två och tre var väldigt mycket mer genomarbetade och anses tillhöra de bästa i genren någonsin. Yuzo Koshiro har skrivit musik till alla delar i serien, Motohiro Kawashima till de tre senare.

## Spel
| Titel             | Släppår |
| ----------------- | ------- |
| Streets of Rage   | 1991    |
| Streets of Rage 2 | 1992    |
| Streets of Rage 3 | 1994    |
| Streets of Rage 4 | 2020    |

### Fotnoter
1. ↑  ”Streets of Rage / Bare Knuckle series” (på engelska). MobyGames. https://www.mobygames.com/game-group/streets-of-rage-bare-knuckle-series. Läst 17 juli 2020.